# Морски лав (логичка грешка)
Морски лав (енгл. Sealioning) је врста троловања или узнемиравања која се састоји од прогона људи непрестаним захтевима за доказима, често тангенцијалним или претходно обрађеним. Особа која тролује је привидно учтива и искрена („само покушавам да водим дебату“) и претвара се да не зна о теми о којој се говори. Може се јавити у облику „непрекидних, злонамерних позива за учешће у дебати“, и упоређено је са DoS нападом.
Термин је настао из серије веб стрипа „Wondermark“ Дејвида Малкија из 2014. године, коју је лист „The Independent“ назвао „најприкладнијим описом Твитера који ћете икада видети“.

## Опис
Особа која тролује глуми незнање и љубазност док неуморно захтева одговоре и доказе (често игноришући или заобилазећи било који доказ који је мета већ изнела), под маском „само покушаја расправе“, тако да када мета буде на крају изазвана на љутити одговор, трол може деловати као оштећена страна, а мета бити представљена као особа која је неразумна. Још један маневар  је тактика „Само постављање питања“, која лажне или обмањујуће изјаве представља у облику питања. Тактика морски лав је описана као „непрекидни, злонамерни позив на учешће у дебати“. Може га изводити појединац или група која делује заједно.

У есеју у збирци „Перспективе штетног говора на мрежи“, коју је објавио Беркман Клајн центар за интернет и друштво на Харварду, наводи се:
Реторички гледано, лов на морског лава спаја упорно испитивање – често о основним информацијама, информацијама које се лако могу пронаћи негде другде, или неповезаним или тангенцијалним тачкама – са гласно инсистираном посвећеношћу разумној дебати. Прерушава се у искрен покушај учења и комуникације. Стога лов на морског лава исцрпљује стрпљење, пажњу и комуникативни напор мете, и приказује је као неразумну. Иако питања „морског лава“ могу деловати невино, она су намерно злонамерна и имају штетне последице.

Amy Johnson, Berkman Klein Center for Internet & Society (May 2019)
Амерички академски филозоф Волтер Синот-Армстронг је разматрао термин у својој књизи „Размисли поново: Како расуђивати и расправљати“, рекавши:
Интернет тролови се понекад упуштају у оно што се назива „лов на морске пешадије“. Они захтевају да се свађате са њима колико год желе, чак и дуго након што схватите да је даља дискусија бесмислена. Ако објавите да желите да престанете, оптужују вас да сте затвореног ума или да се противите разуму. Та пракса је одвратна. Разум не треба ућуткивати, али понекад му је потребан одмор.
Walter Sinnott-Armstrong, Think Again: How to Reason and Argue (June 2018).
Неколико других академика повезује или директно описује ловљење морских лавова као технику коју користе интернет тролови.
У децембру 2020. године, онлајн речник Меријам-Вебстер навео је термин као „Речи које пратимо“, што је „речи које све више виђамо у употреби, али које још увек нису испуниле наше критеријуме за улазак“:
Шта је морско ловљење: 'Морско ловљење' је облик троловања који има за циљ да исцрпи другог учесника у дебати без намере за стварним разговором.
Канадски часопис Maclean's је 2021. године похвалио дефиницију Меријам-Вебстера рекавши: „Овај неологизам на Меријам-Вебстеровој листи речи на које треба обратити пажњу прикладно описује фрустрацију разговора на мрежи“.

### Поређења
Техника лова на морске лавове упоређена је са Гишовим галопом и метафорички описана као напад ускраћивања услуге усмерен на људска бића (тј. преоптерећење мете питањима).
Године 2022, енглеска филозофкиња и академица Софи Грејс Чапел упоредила је ловање на морске лавове са сократовским термином eirōneíā (од кога је изведена реч иронија, али са другачијим крајњим значењем), који је описала као неискрено претварање незнања као начин да се растави аргумент, рекавши „[у] савременом интернет сленгу, eironeia је „ловање на морске лавове“.

## Порекло и историја
Употреба термина потиче из серије веб стрипа „Wondermark“ Дејвида Малкија од 19. септембра 2014. године под називом „Грозни морски лав“, где лик изражава несклоност према морским лавовима, а морски лав се умеша да је више пута замоли да објасни своју изјаву и покушава (на претерано цивилизован начин) да испита њене ставове, пратећи ликове у приватност њиховог дома. „Морски лав“ је брзо претпостављен, и приметивши то, Малки је на својој веб страници „Wondermark“ објавио: „Драго ми је што је одјекнуло код толико људи“.
Године 2014, Дина Рикман из онлајн верзије листа „The Independent“ је рекла о Малкијевом стрипу: „Овај стрип је најприкладнији опис Твитера који ћете икада видети“.
Термин је стекао популарност као начин да се опише специфична врста онлајн троловања и коришћен је за описивање неких понашања оних који су учествовали у кампањи узнемиравања „Gamergate“.
У студији из 2016. године објављеној у часопису First Monday, која се фокусирала на кориснике Gamergate subreddit-а /r/KotakuInAction, учесници су анкетирани о томе шта сматрају „узнемиравањем“. Учесници су цитирани како наводе да „изразе искреног неслагања“ противници форума сматрају узнемиравањем и да се термин „sealioning“ користи да би се ућуткали легитимни захтеви за доказима.
Године 2021, Маклинс је упоредио његово порекло са другим терминима изведеним из стрипова који су постали уобичајени говор, као што су Брејниак (стрип из 1958.) и Милкетост (из стрипа из 1924.). Маклинс је приметио да је Малки имао помешана осећања према термину, цитирајући га како каже: „Нисам намеравао да сковам фразу. Само сам желео да изнесем запажање“ и „Суштина онога што сам намеравао да критикујем је само идеја да сваки случајни стрпљиви странац треба да се осећа повереним онолико нечије пажње колико жели“.

## See also
- Argumentum ad nauseam — a more general term for an argument that has continued past the point of value
- Брандолинијев закон
- Ожалошћени